# HC Ajoie
HC Ajoie – szwajcarski klub hokeja na lodzie z siedzibą w Porrentruy.

## Sukcesy
- Awans do Nationalliga B: 1982, 1985, 1996, 2000
- Złoty medal Nationalliga B / Swiss League: 1992, 2016, 2021
- Srebrny medal Nationalliga B: 1988
- Awans do Nationalliga A: 1988, 1992
- Puchar Szwajcarii: 2020